# Barbara Brylska
Barbara Brylska ( Skotniki, 29 de mayo de 1941) es una actriz polaca que obtuvo el reconocimiento de la crítica en la década de 1960 y participó en numerosas películas en los países del Pacto de Varsovia, incluida la Unión Soviética. Es especialmente conocida por su papel de Nadya en la comedia soviética de 1976 La ironía del destino.

## Vida y carrera
Barbara Brylska nació el 29 de mayo de 1941 en Skotniki. A los 15 años, fue seleccionada para participar en la película Kalosze szczęścia. Tras este papel, tomó clases de interpretación en una escuela de teatro y se matriculó en la Escuela Nacional de Cine de Łódź, donde en 1967 completó su formación en la Facultad de Interpretación.
El primer papel importante de Brylska fue en la película Ich dzień powszedni (1963). En 1966, interpretó a la sacerdotisa fenicia Kama en el largometraje Pharaoh (en polaco: Faraon), basado en la novela de Bolesław Prus.
Además de películas dirigidas por polacos, también ha actuado en películas dirigidas por directores soviéticos, checoslovacos y búlgaros.
Por su papel de Nadya en la película La ironía del destino (1975), dirigida por Eldar Riazánov, recibió un premio estatal soviético. Se convirtió en una actriz popular en la Unión Soviética. Más tarde afirmaría que su éxito provocó envidias en la comunidad cinematográfica polaca y llevó a esta a ignorar su trabajo.
En 1977, fue miembro del jurado del 10th Moscow International Film Festival.
A partir del año 2000, Brylska actuó en obras de teatro, principalmente en Rusia. Repitió el papel de la anciana Nadya en La ironía del destino. Continuación, estrenada en 2007.

## Premios
1. Premio Estatal de la Unión Soviética — 1977: Irony of Fate